# کالازنه‌انگن اف‌کی
کالازنه‌انگن اف‌کی (به انگلیسی: Clausenengen Fotballklubb (CFK)) یک باشگاه فوتبال واقع در کریستین‌سون، نروژ است. بسیاری از بازیکنان معروف در این باشگاه بازی کرده‌اند، از جمله آن‌ها اوله گونار سولشر، اویویند لئونهاردسن، تروند اندرسن، ژان ارلند کروز، آندره  فلم، آریل استاورم و اولا لینگوار. تا سال ۲۰۰۳، باشگاه بازی‌های خانگی خود را در ورزشگاه آتلانتن انجام می‌داد.